# Carl Flügge

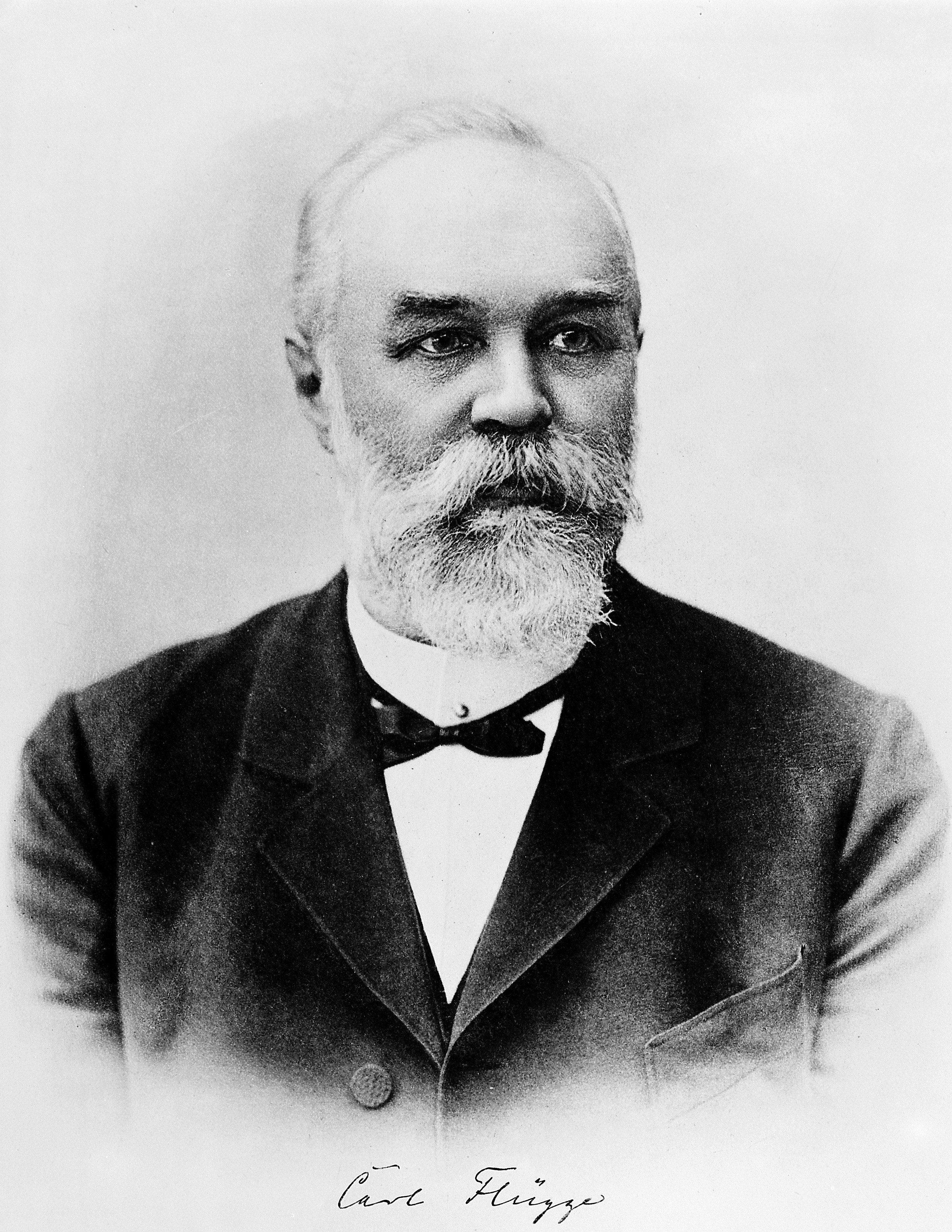
Carl Flügge

Karl Georg Friedrich Wilhelm Flügge (12 de setembre 1847 - 10 de desembre 1923) va ser un bacteriòleg i higienista alemany.

## Biografia
Era originari de Hannover. Va estudiar medicina a Gotinga, Bonn, Leipzig i Múnic, i el 1878 va ser docent d'higiene a Berlín. El 1881, es va convertir en professor de la primera càtedra d'higiene de la Universitat de Göttingen, i més tard de les Universitats de Breslavia i Berlín, on va succeir a Max Rubner (1854-1932) en el Departament d'Higiene. Flügge va ser col·lega del microbiòleg Robert Koch (1843-1910) amb qui va coeditar la revista Zeitschrift für Hygiene und Infektionskrankheiten. Dos dels seus assistents més coneguts de Breslavia van ser Wolfgang Weichardt (1875-1943) i Walther Kruse (1864-1943).

## Obra
Va ser conegut per defensar la higiene com una disciplina mèdica independent, i és recordat per dur a terme una àmplia recerca que implicava la transmissió de malalties infeccioses com la malària, la tuberculosi i el còlera. En la dècada del 1890, va demostrar que, fins i tot durant "el parlar en veu baixa", gotes diminutes (microgotes de Flügge) es nebulitzen en l'aire. Aquesta troballa va ser instrumental en Jan Mikulicz-Radecki (1850-1905) que advocava per màscares quirúrgiques de gasa el 1897.

## Algunes publicacions
- Lehrbuch der hygienischen Untersuchungsmethoden (“Llibre de text de mètodes d'examen higiènic”).
- Grundriss der Hygiene; (“Esquema d'higiene”, new edition 1902).
- Beiträge zur Hygiene (“Contribucions a la higiene”, 1872).
- Die Mikroorganismen (“Els microorganismes”, 3ª ed. 1896).